# Jean-Baptiste Matho
Jean-Baptiste Matho (* 16. März 1663 in Montfort-sur-Meu; † 16. März 1743 in Versailles) war ein französischer Komponist und Sänger der Barockzeit.
Sein ursprünglicher Name war M. F. H. Thomassin Matho. Bereits als Kind erregte er Aufmerksamkeit wegen der Qualität seines Gesangs und wurde an den Hof von Versailles gesandt. Hier begann er seine Laufbahn als Hofmusiker. 1720 wurde er „Maitre de musique du roi“ und war somit für die musikalische Ausbildung des Infanten, dem späteren Ludwig XV. verantwortlich. François Couperin und Jean-Joseph Mouret gehörten ebenfalls zu seinen Schülern.
Seine Kompositionen waren für das höfische Zeremoniell geschrieben, darunter etliche Ballettmusiken und Divertissements. Die meisten seiner Bühnenwerke gelten als verschollen.

## Bühnenwerke
- „Tircis et Célimène“ oder „Les Bergers de Marly“, (A. Morel), Pastorale (1687)
- „Coronis“ tragédie en musique (1699 und 1702 in Fontainebleau aufgeführt)
- „Philémon et Baucis“ (N. de Malézieu) (1703), verschollen
- „Le Prince de Cathay“ (N. de Malézieu) (1704), verschollen
- „La Tarentole“ (N. de Malézieu) (1705), verschollen
- „La Fine Mouche“ (N. de Malézieu) (1706), verschollen
- „L’Hôte de Lemnos“ (N. de Malézieu) (1707), verschollen
- „Arion“ (Louis Fuzélier), tragédie musique (1714, Paris)